# Pyrrhia purpurina
Pyrrhia purpurina là một loài bướm đêm thuộc họ Noctuidae. Nó được tìm thấy ở the warm areas of miền đông Áo, Cộng hòa Séc, Slovakia, Hungary và further vào tới Đông Âu, tới Ukraina.
Sải cánh dài 27–35 mm. Con trưởng thành bay vào tháng 5.
Ấu trùng ăn Dictamnus albus.